# Saba Got
Saba Got, również Sawa Gocki (rum. Sava de la Buzău lub Sava Gotul , cs. Мученик Савва Готский; ur. 334, zm. 372 w rzece Buzău) – gocki męczennik chrześcijański, święty Kościoła katolickiego, prawosławnego i ormiańskiego.

## Życiorys
Żył w czasach panowania cesarzy Walentyniana i Walensa. Podczas wypraw wojennych pogańscy Goci weszli w styczność z Rzymianami i poznali chrześcijan. Wśród tych, którzy przyjęli chrześcijaństwo znajdował się Saba odznaczający się gorliwością w wierze chrześcijańskiej. Dał temu dowody, kiedy pogański król Gotów Atanaryk postanowił wytępić religię chrześcijańską w swym państwie i zmuszał chrześcijan do spożywania ofiarnego mięsa na znak, że zrzekają się chrześcijaństwa. 

Saba oświadczył, iż woli umrzeć, niż wyprzeć się Jezusa Chrystusa, a zjedzenie mięsa poświęconego pogańskim bogom równałoby się z jego wyrzeczeniem. Poganie usłyszawszy to wypędzili go a on ledwie uszedł z życiem.
Kiedy ponownie zaczęło się prześladowanie chrześcijan, najpierw schwytano Sabę. Sąsiedzi jego poręczali że między nimi nie ma ani jednego chrześcijanina, ale Saba powiedział im:

„Za mnie nie przysięgajcie, albowiem ja wyznaję Chrystusa Pana”.
Wtedy oni wydali Sabę, mówiąc, że to jedyny chrześcijanin, który wśród nich żyje. Król zapytał pojmanego, czy ma jakąś majętność. Ten odpowiedział mu, że ma tylko swoje ubranie. Z tego powodu król wzgardził nim i kazał wyrzucić go z więzienia.
Nastąpiło później trzecie prześladowanie. Gdy zbliżała się Wielkanoc, Saba biegł do pewnego miasteczka, szukając kapłana, aby z nim spędzić dzień święty. Znalazł Zanzalę. Trzeciego dnia przybył tam Akarydus, syn księcia Rotesta, z liczną gromadą ludzi bezbożnych. W nocy, pojmawszy śpiącego Zanzalę wraz z Sabą, wsadzili kapłana na wóz, a Sabę rozebrawszy do naga, uwiązali i wlekli po gęstym i ostrym cierniu. Bili go przy tym kijami. Jednak odwaga Saby była niezłomna - drwił z męczarni, jakimi chciano go zniewolić do wyrzeczenia się Chrystusa. Na ciele Saby nie znaleziono żadnych śladów znęcania się nad nim, dlatego król wydał rozkaz, aby go utopiono. Żołnierze mający wypełnić rozkaz króla bardzo współczuli Sabie. Namyślali się, czy nie można byłoby go uwolnić, lecz Saba zawołał: 

„Czemuż się ociągacie i nie wypełniacie rozkazu, jaki wam dano? Widzę ja to, czego wam dojrzeć nie dozwolono. Oto przede mną stoją wam niewidzialne postacie, które mnie do wiecznej chwały zabiorą, a czekają tylko, aż dusza moja z ciałem się rozłączy”.
Przywiązano go więc do osi wozu i wrzucono w rzekę. Stało się to piątego dnia po Wielkanocy.
Ciało Saby wyciągnęli siepacze i pozostawili nad brzegiem, skąd zabrali je chrześcijanie. Dowódca Soranus posłał ciało świętego męczennika do Kapadocji, swego rodzinnego kraju, gdzie zwłoki jego z wielką czcią pochowano.

## Saba w świetle moralności
Saba przedstawia doskonały wzór prawości charakteru. Gardził fałszem, udawaniem i obłudą. Był człowiekiem pobożnym, posłusznym, cichym i łagodnym, skłonnym do wszystkiego, co dobre. Dbał o Kościół, używał pieniędzy tylko wtedy, kiedy ich naprawdę potrzebował – gardził nimi, powściągliwy, przestrzegający postów i modlitwy. Strzegł się próżnej chwały i często stawał w obronie wiary. Czuł, że oko Boga przenika ludzkie serce. Święty Saba pokazał, że należy postępować według własnego sumienia, że trzeba mówić o tym, co uznaje się za dobre i prawe, że trzeba dobro czynić i dobra oraz wiary bez wahania bronić. Mówił, że jeśli się jest obłudnym i kroczy podwójną drogą to należy wstydzić się samego siebie.

## Dzień obchodów
Jego wspomnienie liturgiczne w Kościele katolickim obchodzone jest 12 kwietnia za Martyrologium Rzymskim.
W synaksarionach wymieniany jest 11/24, 15/28, 16/29, 17/30 kwietnia lub 18 kwietnia/1 maja.
Kościoły wschodnie, z uwagi na liturgię według kalendarza juliańskiego, wspominają odpowiednio 24, 28, 29, 30 kwietnia lub 1 maja według kalendarza gregoriańskiego.